# Depósito de tsunâmi

Ambientes deposicionais nos quais os depósitos são formados associados a um tsunâmi

Um depósito de tsunâmi é uma unidade sedimentar depositada como resultado de um tsunâmi. Tais depósitos podem ser deixados em terra durante a fase de inundação ou em áreas offshore durante a fase de 'retorno'. Esses depósitos são usados para identificar eventos de tsunâmi passados e, assim, melhorar as estimativas tanto de terremotos quanto de riscos de tsunâmi. No entanto, ainda existem problemas consideráveis em distinguir entre depósitos causados por tsunâmis e aqueles causados por tempestades ou outros processos sedimentares.

## Reconhecimento

### Em terra
Os depósitos de tsunâmis históricos bem registrados podem ser comparados com aqueles de eventos de tempestades bem registrados. Em ambos os casos, esses depósitos de sobreposição são encontrados em áreas de baixa altitude atrás da linha da costa, como lagoas. Esses ambientes deposicionais são geralmente caracterizados por uma sedimentação lacustre lenta a pantanosa, produzindo uma sequência de sedimentos de grãos finos. Tanto os depósitos de tsunâmi quanto os depósitos de tempestade podem ter bases fortemente erosivas e consistem principalmente de areia, frequentemente com fragmentos de conchas. O indicador mais confiável de uma origem de tsunâmi parece ser a extensão da inundação, com tsunâmis geralmente inundando mais longe do que tempestades em uma costa específica. Em alguns casos, os depósitos de tsunâmi mostram separação clara em subunidades distintas depositadas por ondas sucessivas de tsunâmi, enquanto as ondas de tempestade normalmente mostram um número maior de subdivisões. A presença de material erodido da plataforma é considerada mais provável de sugerir um tsunâmi em vez de um evento de tempestade devido à energia e poder erosivo muito maiores associados a ondas individuais no tsunâmi. O movimento de grandes blocos de pedra também foi usado para argumentar a favor de uma origem de tsunâmi, mas provavelmente apenas os maiores blocos representam boas evidências disso, já que tempestades importantes, como ciclones, são capazes de mover grandes blocos de pedra. A quantidade de movimento também é provavelmente maior com ondas de tsunâmi devido ao seu período muito mais longo. [carece de fontes?]

### Offshore
Sedimentos arrastados pela onda de tsunâmi que não são depositados em terra podem se estabelecer em águas rasas ou se envolver em fluxos de detritos, possivelmente se tornando correntes de turbidez à medida que as velocidades aumentam ladeira abaixo. Sedimentos em águas rasas também podem ser influenciados por eventos de tempestades importantes, que, assim como um tsunâmi, irão reprocessar sedimentos ao redor da linha da costa e redespositá-los no ambiente de plataforma. Fluxos de detritos e turbiditos podem ser formados por falhas de declive, que por sua vez podem ser diretamente desencadeadas pelo terremoto. Ainda não existem critérios inequívocos disponíveis para identificar o gatilho para tais eventos de deposição incomuns.

## Uso
O reconhecimento e a datação de depósitos de tsunâmi são uma parte importante da paleosismologia. A extensão de um determinado depósito pode ajudar a julgar a magnitude de um terremoto histórico conhecido ou atuar como evidência de um evento pré-histórico. No caso do terremoto Sanriku de 869, a identificação de depósitos de tsunâmi a mais de 4,5 km no interior da Planície de Sendai, datados com bastante precisão em relação a um evento de tsunâmi histórico, permitiu estimar a magnitude desse terremoto e localizar a provável área de ruptura offshore. Dois depósitos anteriores com características semelhantes foram identificados e datados. Os três depósitos foram usados para sugerir um período de retorno para terremotos tsunamigênicos de grande escala ao longo da costa de Sendai de cerca de 1.000 anos, sugerindo que a repetição desse evento estava atrasada e que a inundação em grande escala era provável. Em 2007, a probabilidade de um grande terremoto tsunamigênico atingir essa costa nos próximos 30 anos foi estimada em 99%. Com base parcialmente nessas informações, a TEPCO revisou as estimativas de alturas prováveis de tsunâmi na Usina Nuclear de Fukushima Daiichi para mais de 9 m, mas não tomou nenhuma ação imediata. O tsunâmi desencadeado pelo terremoto Tohoku de 2011 teve uma altura de onda em Fukushima de cerca de 15 m, muito acima dos 5,7 m para os quais as defesas da usina haviam sido projetadas. A distância de inundação do tsunâmi foi quase idêntica à relatada para os três eventos anteriores, assim como a extensão lateral.